# Alcublas
Alcublas – gmina w Hiszpanii, w prowincji Walencja, we wspólnocie autonomicznej Walencja, o powierzchni 43,51 km². W 2011 roku liczyła 767 mieszkańców.